# عملية أسر الجندي نسيم تولدانو
عملية أسر الجندي نسيم تولدانو أو عملية الوفاء للشيخ أحمد ياسين عملية نفذتها كتائب القسام بتاريخ 13 سبتمبر 1992 تم خطف الجندي نسيم توليدانو وهو رقيب أول في الجيش الإسرائيلي.

## الخلفية
كان الشيخ أحمد ياسين معتقلا لدى الاحتلال الإسرائيلي بتهمة التحريض على خطف وقتل الجنديين ودفنهما في قطاع غزة والجنديين هما (أفي سسبورت وإيلان سعدون) وقتل الجنود الإسرائيليين وتأسيس حركة حماس والتخطيط لـ «تدمير دولة إسرائيل»، حُكِم على الشيخ أحمد ياسين بالسجن مدى الحياة، إضافة إلى 15 عامًا أخرى، وكان إخراجه من السجن أمرا ملحا لدى حركة حماس وجناحها العسكري.

## الأحداث
جهزت وحدة خاصة تابعة لكتائب القسام تتكون من أربعة عناصر سيارة عليها لوحات إسرائيلية واتجهت إلى داخل الخط الأخضر قرب القدس وفي منتصف الليل كان الجندي الإسرائيلي «نسيم تولدانو» يقطع الشارع فصدمته المجموعة بالسيارة وأسقطته على الأرض، ومن ثم وضعوه في سيارة واتجهوا به إلى مخبأ مُعدّ سلفاً في قرية عناتا شمال شرق القدس من أجل البدء في عملية التفاوض.

## عملية التفاوض
وأعلنت كتائب القسام في بيان لها مسؤوليتها عن العملية، وأمهلت في بيانها الذي سلمته إلى مبنى الصليب الأحمر في مدينة البيرة ونشرته وكالة الأنباء الفرنسية، حكومة الاحتلال عشر ساعات من أجل تلبية مطالبها، أو يقتل الرقيب أول «توليدانو».
رفض رئيس الوزراء الإسرائيلي آنذاك إسحاق رابين الإفراج عن الشيخ أحمد ياسين مقابل توليدانو، فأعلن حالة الاستنفار القصوى في صفوف الأجهزة الأمنية الإسرائيلية من أجل العثور على المكان التي تحتجز كتائب القسام به الجندي نسيم توليدانو، وبعد انتهاء مهلة العشر ساعات المحددة نفذت كتائب القسام تهديدها وقتلت توليدانو وألقت جثته بعد يومين على طريق القدس أريحا.

## رد فعل الفلسطينيين
في يوم 1992/12/14 وهو الذكرى السادسة لانطلاقة حركة حماس، خرجت مسيرات لحركة حماس في الضفة الغربية تحتفل بذكرى الإنطلاقة وبقتل الجندي ورفع ملثمون من حركة حماس صور الشيخ أحمد ياسين ورفع أعلام فلسطين ورايات حماس على مآذن المساجد، ونودي في مآذن المساجد بالآية («وقل جاء الحق وزهق الباطل إن الباطل كان زهوقا») وأحرق ملثمون العلم الإسرائيلي ونفذوا عرضًا عسكريًا، أمّا في قطاع غزة فقد احتشد المئات من أنصار حماس في ذات اليوم وهم يحملون صور للشيخ أحمد ياسين ورايات حماس وأعلام فلسطين وعمت التكبيرات المساجد، ونفذت الحركة عرضا عسكريا لبعض عناصر كتائب القسام، أحرقت فيه أعلام الإحتلال الإسرائيلي، وأكد القيادي في حركة حماس «محمود الزهار» على أن الجهاد مستمر حتى تحرير كامل التراب الفلسطيني.

## رد فعل إسرائيل
قامت إسرائيل بحملة اعتقالات ضد حركة حماس اعتقلت فيها المجموعة الخاطفة وآلاف العناصر والمناصرين للحركة، وأبعدت 415  قياديا من حركتي حماس والجهاد الإسلامي إلى لبنان بتاريخ 
1992/12/17، حيث أقاموا مخيما في مرج الزهور في جنوب لبنان.

## وصلات خارجية
- Arab Militants Kidnap Israeli, Demand Swap نسخة محفوظة 27 أغسطس 2014 على موقع واي باك مشين.
- Kidnapped Israeli Slain
- Islamic Terror Abductions in the Middle East
- 400 Arabs Ousted by Israel Are Mired in Frozen Limbo